# Universitätsklinikum Tübingen
Das 1805 gegründete Universitätsklinikum Tübingen (kurz: UKT) ist das Klinikum der Universität Tübingen, gemeinsam mit deren medizinischen Fakultät.
Die Einrichtungen des Universitätsklinikums Tübingen sind überwiegend auf zwei Klinikareale verteilt. Das Gelände der Kliniken Tal befindet sich nördlich des Stadtkerns und ist geprägt durch die seit Mitte des 19. Jahrhunderts außerhalb der Stadtmauern errichteten klassizistischen Klinikbauten. Die ab den 1960er Jahren entstandenen Gebäude des Klinikums auf dem Gelände der Kliniken Berg befinden sich nordwestlich des Stadtkerns in Halbhöhenlage auf dem Schnarrenberg.
Mit mehr als 400.000 ambulanten und 73.000 stationären Patienten und 1.637 Betten gehört das Universitätsklinikum Tübingen zu den größten Kliniken in Deutschland. Die Medizinische Fakultät der Universität Tübingen, die eng mit dem Universitätsklinikum verbunden ist, zählt mit ihren etwa 4.900 Studierenden und mehr als 12 angebotenen Studiengängen zu den größten universitären medizinischen Ausbildungsstätten in Deutschland.

## Krankenversorgung

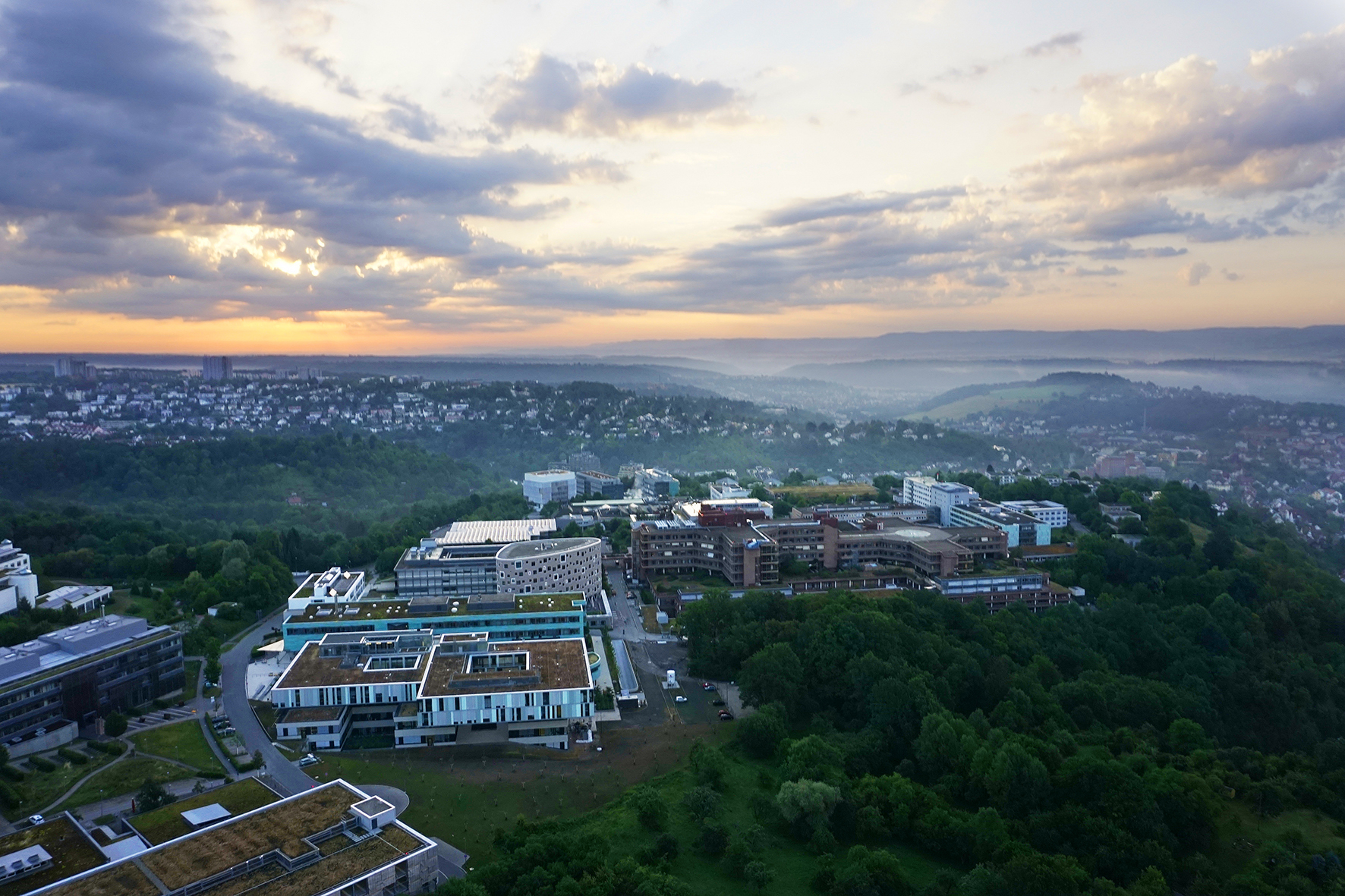
Luftaufnahme Kliniken Berg

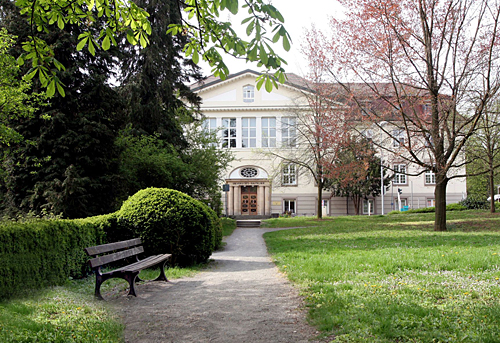
Blick auf den Haupteingang der Universitäts-Hautklinik Tübingen

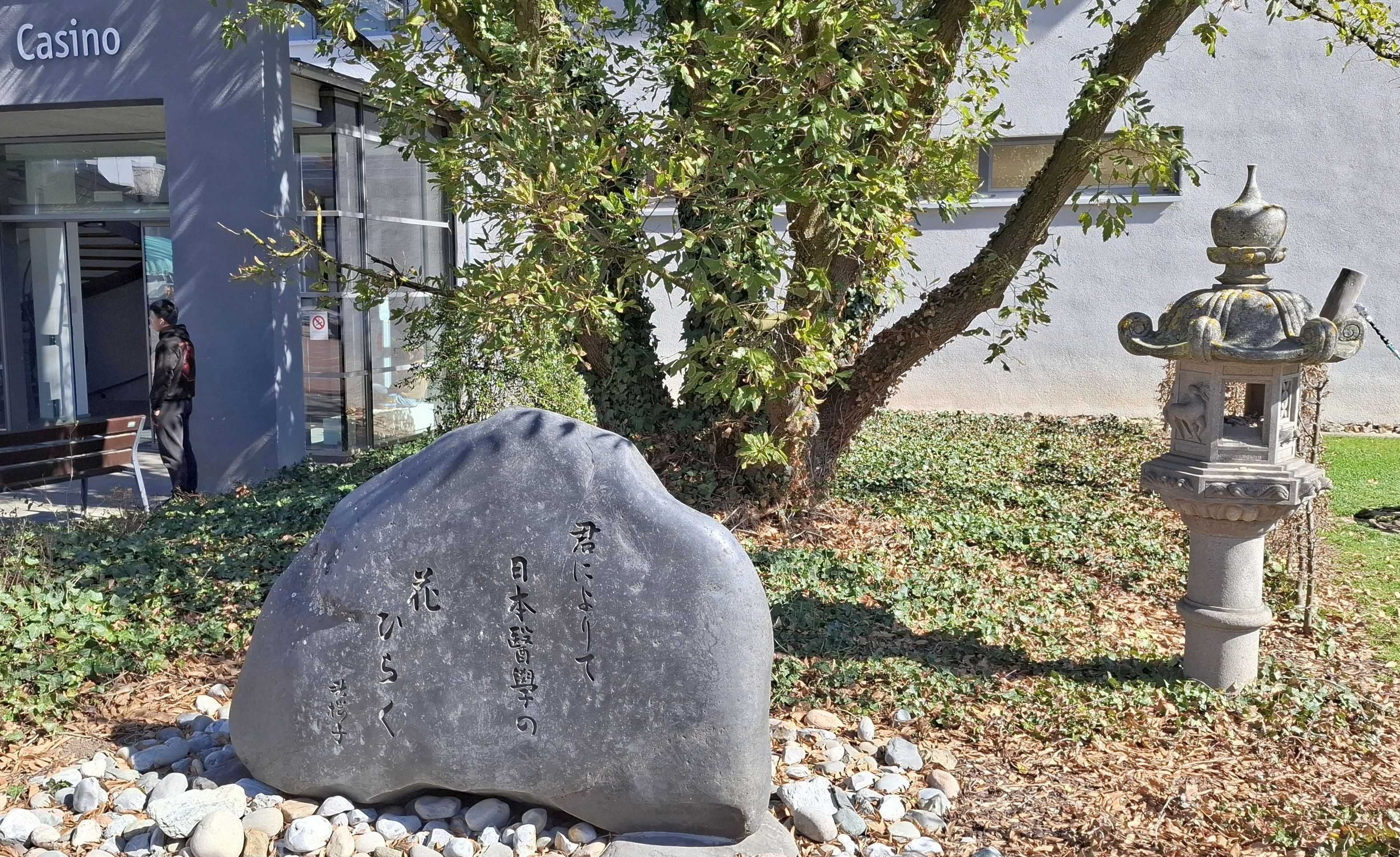
Haiku-Stein und Kasuga-Laterne aus Japan zu Ehren von Erwin Bälz

Jährlich werden rund 470.000 Patienten in 17 Kliniken mit zahlreichen Spezialisierungen, Fachabteilungen und fachübergreifenden Zentren behandelt. Das Einzugsgebiet reicht vom Ballungsraum Mittlerer Neckar bis an den Bodensee.

### Kliniken
- Universitätsklinik für Allgemeine, Viszeral- und Transplantationschirurgie
- Universitätsklinik für Anästhesiologie und Intensivmedizin
- Universitäts-Augenklinik
- Universitäts-Frauenklinik
- Universitätsklinik für Hals-, Nasen- und Ohrenheilkunde
- Universitäts-Hautklinik
- Universitätsklinik für Kinder- und Jugendmedizin
- Medizinische Universitätsklinik
- Universitätsklinik für Neurochirurgie
- Neurologische Universitätsklinik
- Universitätsklinik für Orthopädie
- Universitätsklinik für Psychiatrie und Psychotherapie
- Radiologische Universitätsklinik
- Universitätsklinik für Radioonkologie
- Universitätsklinik für Thorax-, Herz- und Gefäßchirurgie
- Universitätsklinik für Urologie
- Universitätsklinik für Zahn-, Mund- und Kieferheilkunde

### Zentren
- Zentrum für Ernährungsmedizin Tübingen – Hohenheim
- Gefäßzentrum
- Comprehensive Infectious Disease Center Tübingen
- Zentrum für Lippen-Kiefer-Gaumenspalten und kraniofaziale Fehlbildungen
- Rheumazentrum
- TherapieZentrum Tübingen – Zentrum für Physiotherapie, Ergotherapie und Logopädie
- Zentrum für Neurologie
- Zentrum für Neurosensorik
- Behandlungs- und Forschungszentrum für Seltene Erkrankungen
- Südwestdeutsches Tumorzentrum – Comprehensive Cancer Center Tübingen-Stuttgart (CCC-TS)
- Mukoviszidose-Zentrum Tübingen-Stuttgart
- Zentrum für Personalisierte Medizin
- Interdisziplinäres Zentrum für die Behandlung neuroonkologischer Patienten (IZNO)
- Zentrum für Psychische Gesundheit
- Kompetenzzentrum für Essstörungen Tübingen (KOMET)
- Zentrum für neurovaskuläre Erkrankungen Tübingen
- Zentrum für Dermatoonkologie (ZDO)
- Tübinger Zentrum für Schwindel- und Gleichgewichtserkrankungen
- Zentrum für Vaskuläre Anomalien
- Zentrum für öffentliches Gesundheitswesen und Versorgungsforschung

## Organisation

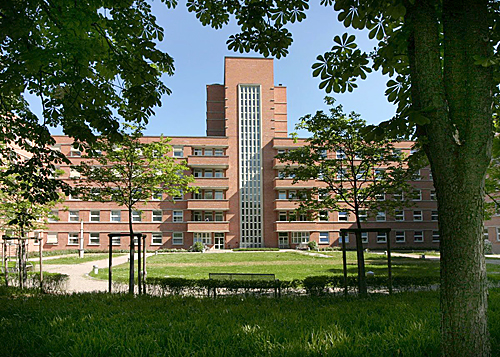
Die Universitäts-Frauenklinik vom Patientengarten aus gesehen

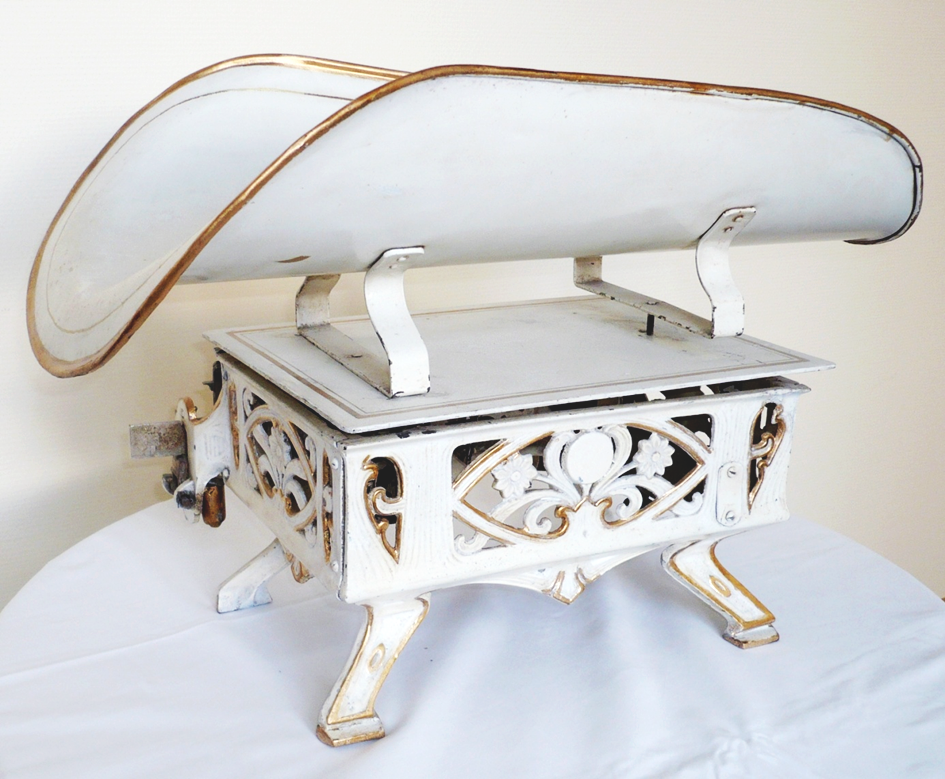
Babywaage, 1902, Sammlung Neonatologie, Museum der Universität Tübingen MUT

Seit Januar 1998 ist das UKT eine Anstalt des öffentlichen Rechts mit Vorstand und Aufsichtsrat. Als größter Arbeitgeber der Region beschäftigt es über 10.000 Voll- und Teilzeitkräfte. Verwaltung, Schulen und Lehranstalten am Klinikum bieten rund 800 Schul- und Ausbildungsplätze in nichtärztlichen Gesundheitsfachberufen an. Am Universitätsklinikum können der Bundesfreiwilligendienst und ein freiwilliges soziales Jahr geleistet werden.

### Schulen und Bildungszentren
- Schule für Pflegeberufe
- MTA-Schule für Laborassistenten
- MTA-Schule für Radiologieassistenten
- Hebammenschule
- Logopädenschule
- Berufsfachschule für Anästhesietechnische Assistenten
- Berufsfachschule für Operationstechnische Assistenten
- Akademie für Bildung und Personalentwicklung
- Kompetenzzentrum für Hochschuldidaktik in Medizin

## Forschung und Lehre

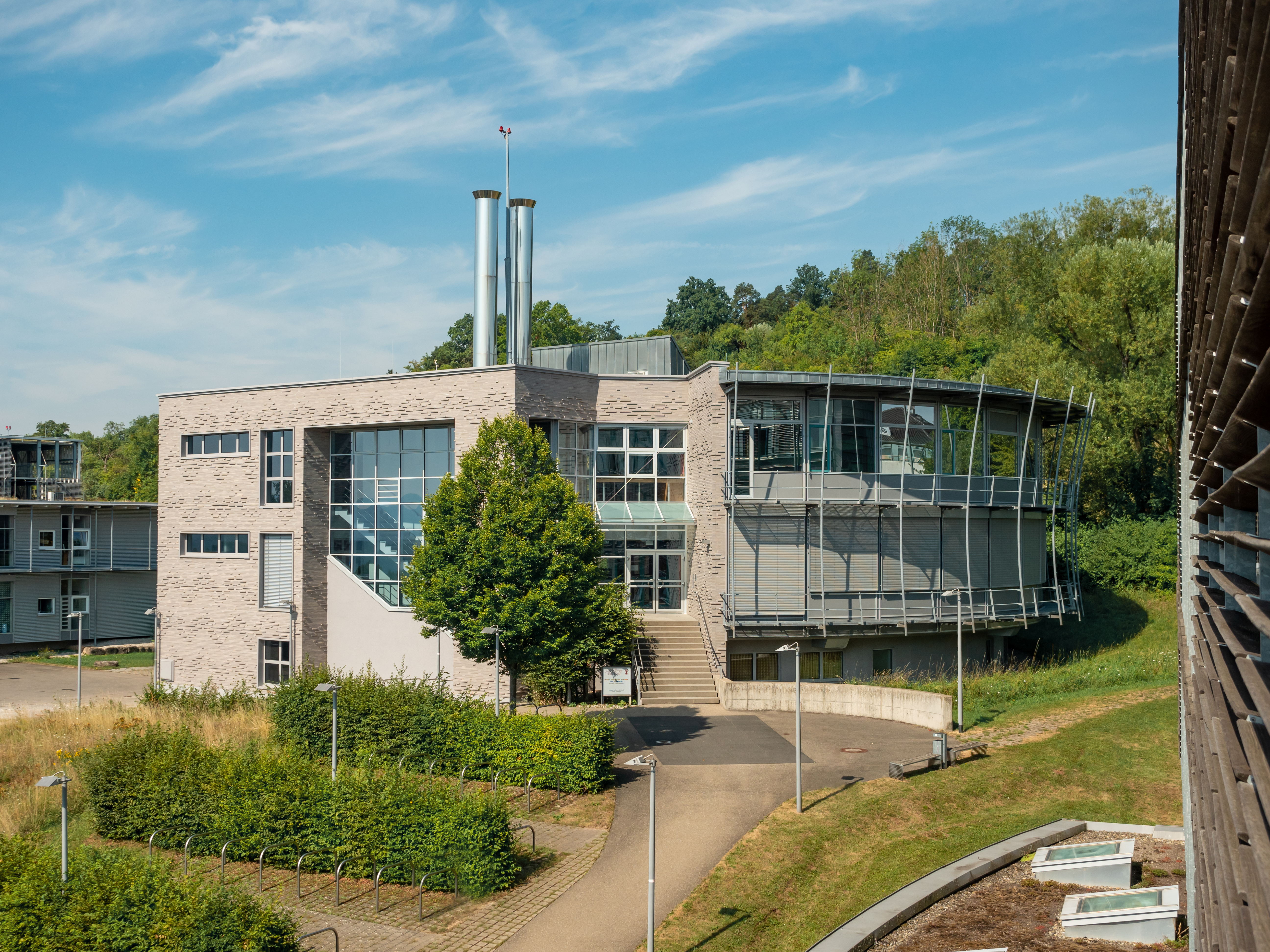
Die Neue Anatomie des Anatomischen Instituts der Medizinischen Fakultät Tübingen auf dem Schnarrenberg

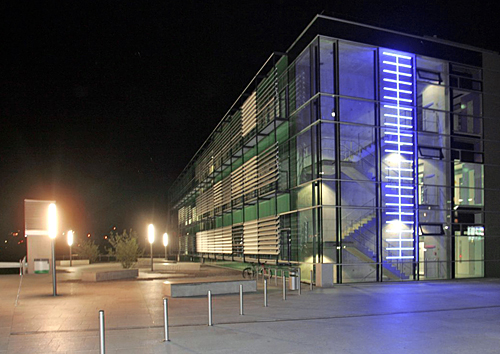
Hertie-Institut für klinische Hirnforschung im Forschungsverfügungsgebäude auf dem Schnarrenberg

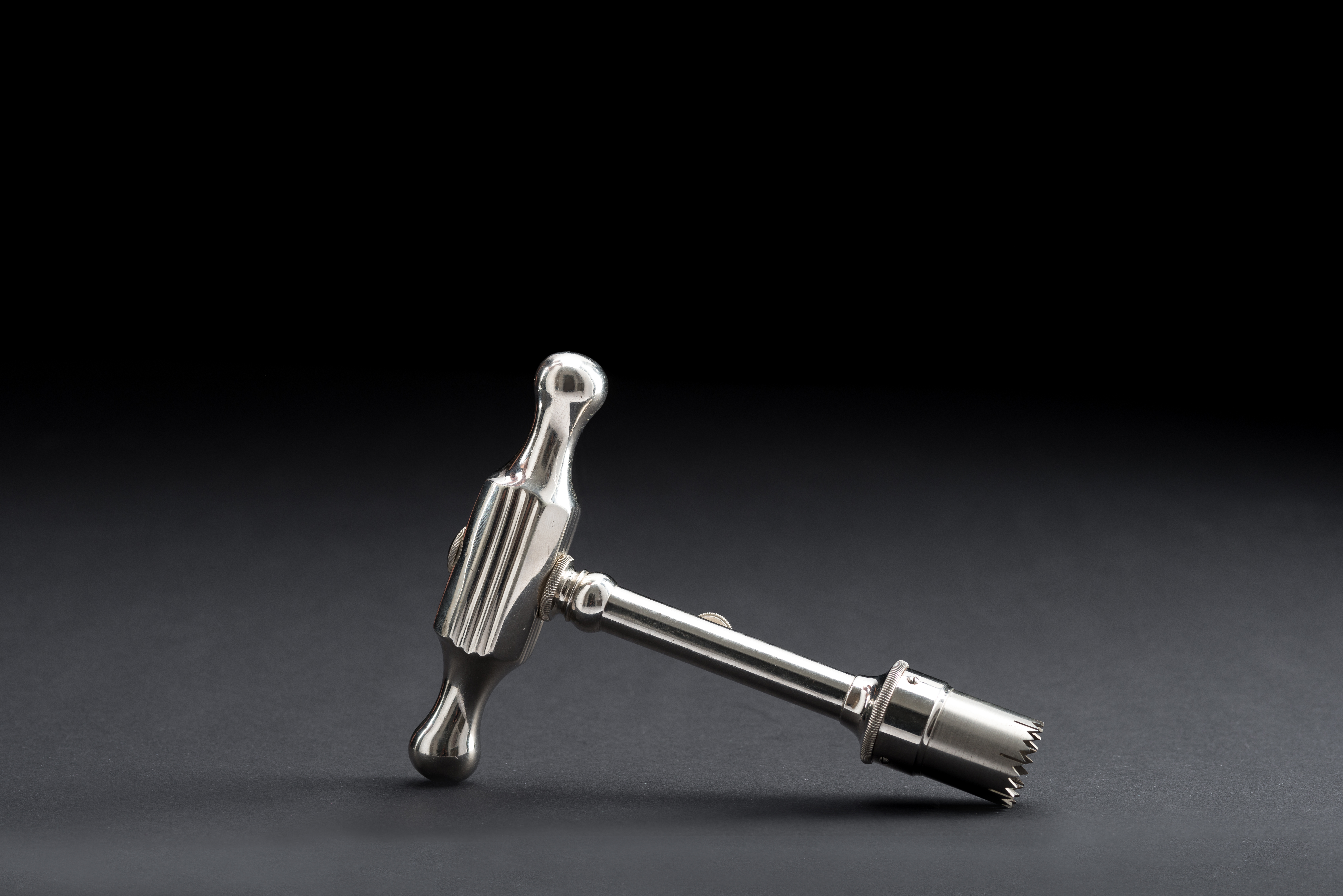
Trepanierbohrer, Edelstahl, frühes 20. Jahrhundert, Medizinhistorische Instrumentensammlung, Museum der Universität Tübingen MUT

Die Medizinische Fakultät gehört zu den vier Gründungsfakultäten der Eberhard Karls Universität Tübingen. Sie besteht seit 1477.

### Forschung
Heute bilden vor allem die Neurowissenschaften, Onkologie und Immunologie, Infektionsbiologie und Vaskuläre Medizin mit Diabetes-Forschung zu den Forschungsschwerpunkten der Medizinischen Fakultät Tübingen. Verschiedene Forschungszentren, innovative Medizintechnik, Core Facilities, Sonderforschungsbereiche, und weitere interdisziplinäre Forschungseinrichtungen verbinden die Schwerpunkte unterstützend. Die Forschung der Fakultät ist in ein enges nationales und internationales Netzwerk eingebettet. In ca. 980 Laboren forschen etwa 1.800 Wissenschaftler im medizinischen Bereich.
Die Fakultät ist über eigene Forschungsgruppen und/oder Professuren an allen drei Tübinger Clustern der aktuellen Exzellenzstrategie beteiligt (iFIT, CMFI, Maschinelles Lernen). Von den insgesamt 6 in der zweiten Förderrunde vom Wissenschaftsrat und der Deutschen Forschungsgemeinschaft ausgewählten Clusterbewerbungen der Universität Tübingen ist die Fakultät ebenfalls an mehreren Clustern beteiligt. Damit ist die Medizinische Fakultät für den Erhalt des Status der Exzellenzuniversität für die Universität Tübingen von großer Bedeutung.
Zu einer anhaltenden öffentlichen Kontroverse führt die Forschung mit Hilfe von Primaten zu neurologischen Fragen des Hertie-Instituts für klinische Hirnforschung am UKT.

### Lehre
Über 4.900 Studenten studieren an der Medizinischen Fakultät der Universität Tübingen. Damit studiert fast jeder fünfte der etwa 28.000 Studierenden der Universität Tübingen an der Medizinischen Fakultät.
Es werden dabei Studiengänge im Bereich der Humenmedizin (Staatsexamen), Zahnmedizin (Staatsexamen), Medizintechnik (Bachelor und Master), Hebammenwissenschaften (Bachelor und Master), Pflege (Bachelor in Kooperation mit der Hochschule Esslingen), Molekulare Medizin (Bachelor und Master), Neurowissenschaften (Master), Population-Based Medicine (Master) und Infektionsbiologie (Master) angeboten. Damit gehört die Medizinische Fakultät Tübingen zu den größten Medizinischen Fakultäten in Deutschland in Bezug auf die angebotenen Studiengänge.
Jährlich schließen mehr als 500 Absolventen ihre akademische Ausbildung an der Medizinischen Fakultät der Universität Tübingen ab.
Die Medizinische Fakultät als Teil der Universität hält darüber hinaus intensive Kontakte zu internationalen Partnern auf der ganzen Welt, mit denen Forschungs- und Studienaustausche realisiert werden. Die Fakultät selbst hat dabei mit über 50 Universitäten weltweit Kooperationsabkommen geschlossen (u. a. die University of Queensland (Australien), die Peking University (China) und die Brown University (USA)).
Mit dem Tübinger Institute for Medical Education (TIME) besitzt die Fakultät ein Institut, das sich komplett dem Themengebiet der Medizinischen Ausbildung widmet. Es vereint dabei bisher getrennte Organisationseinheiten der Medizinischen Ausbildung in einem gemeinsamen Institut. Konkret sind das Ausbildungszentrum DocLab (bietet das Erlernen von praktischen medizinischen Skills anhand von Simulationen, Übungsmöglichkeiten für die Studierenden und direkter Lehre an) und das Kompetenzzentrum für Hochschuldidaktik in der Medizin (bietet eine strukturierte und standardisierte Ausbildung im Bereich der Hochschuldidaktik für alle Lehrenden an) im TIME aufgegangen. Das TIME bietet damit in seinen drei Kernbereichen Teach, Train und Research die Angebote des Kompetenzzentrums („Train“) und des Ausbildungszentrums („Teach“) an und vereint sämtliche Forschung im Bereich der Medizinischen Ausbildung („Research“). Daneben ist das Institut in den Bereichen der Curriculumsentwicklung und der Implementation von Innovationen in der medizinischen Lehre involviert.

### Institute
(Quelle:)
- Institut für Allgemeinmedizin und Interprofessionelle Versorgung
- Forschungsinstitut für Augenheilkunde
- Institut für Arbeitsmedizin, Sozialmedizin und Versorgungsforschung
- Interfakultäres Institut für Biochemie (IFIB)
- Institut für Klinische Epidemiologie und angewandte Biometrie
- Institut für Ethik und Geschichte der Medizin
- Institut für Gesundheitswissenschaften
- Forschungsinstitut für Frauengesundheit
- Institut für klinische Anatomie und Zellanalytik
- Hertie-Institut für klinische Hirnforschung
- Institut für Medizinische Genetik und angewandte Genomik
- Institut für Medizinische Mikrobiologie und Hygiene
- Interfakultäres Institut für Mikrobiologie und Infektionsmedizin (IMIT)
- Institut für Neuroanatomie und Entwicklungsbiologie
- Institut für Pathologie und Neuropathologie
- Institut für Experimentelle und Klinische Pharmakologie und Pharmakogenomik
- Institut für Physiologie
- Institut für Medizinische Psychologie und Verhaltensneurobiologie
- Institut für Klinische und Experimentelle Transfusionsmedizin
- Institut für Tropenmedizin, Reisemedizin, Humanparasitologie
- Institut für Medizinische Virologie und Epidemiologie der Viruskrankheiten
- Interfakultäres Institut für Zellbiologie (IFIZ)
- Institut für klinische Chemie und Pathobiochemie
- Institut für Angewandte Medizininformatik
- Institut für Translationale Bioinformatik
- Tübinger Institut für Medical Education (TIME)

## Geschichte

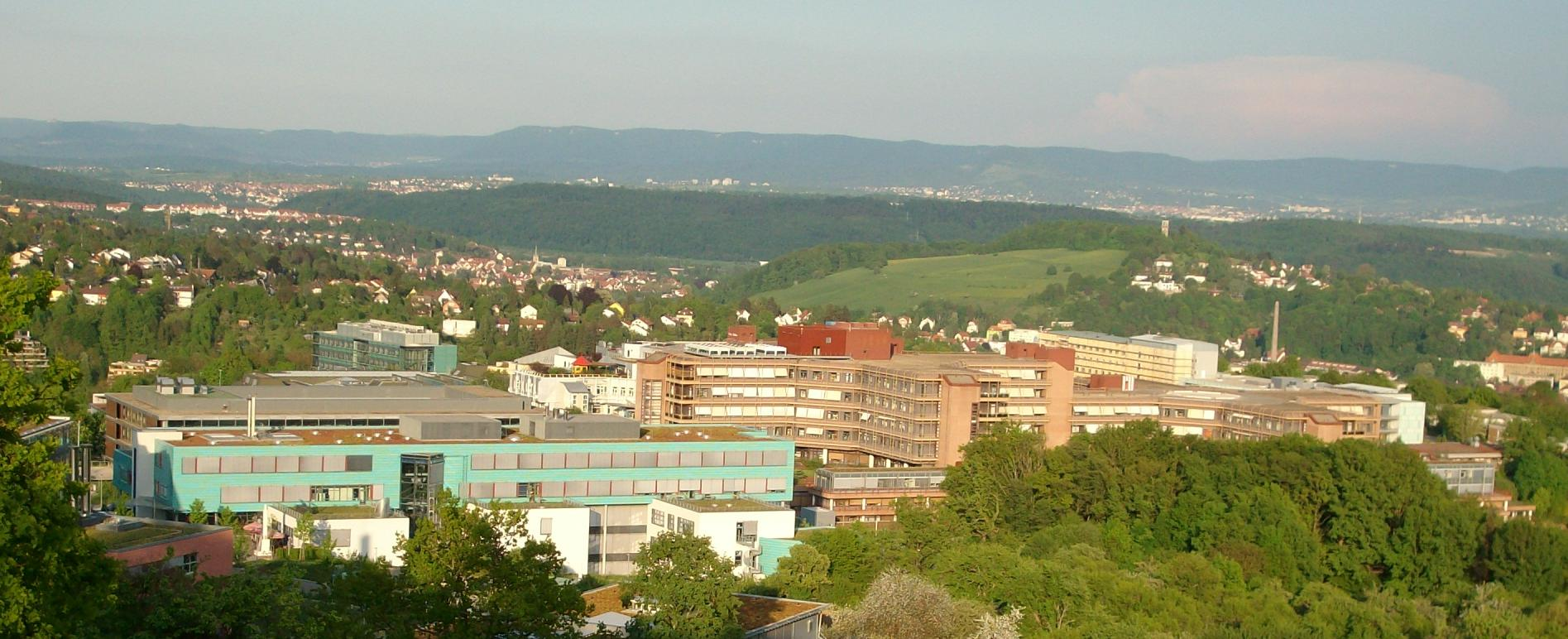
Kliniken Berg (HNO, Crona Kliniken, im Hintergrund Kinderklinik und Medizinische Klinik)

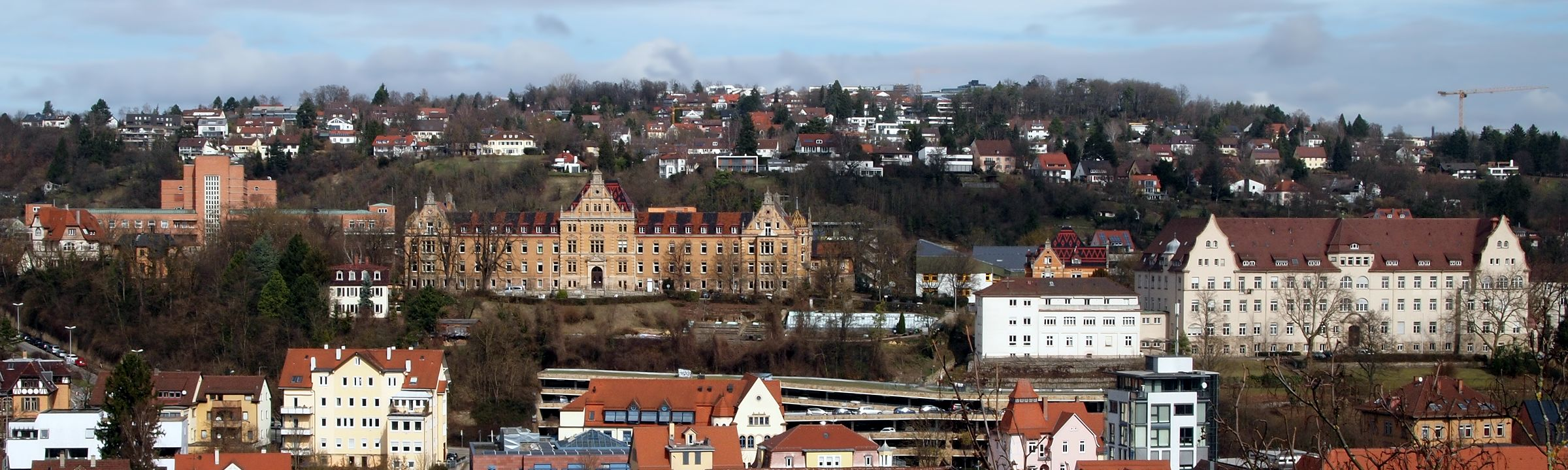
Kliniken Tal: Alte Chirurgie (jetzt Frauenklinik), Altbau Psychiatrische Klinik, Alte Augenklinik

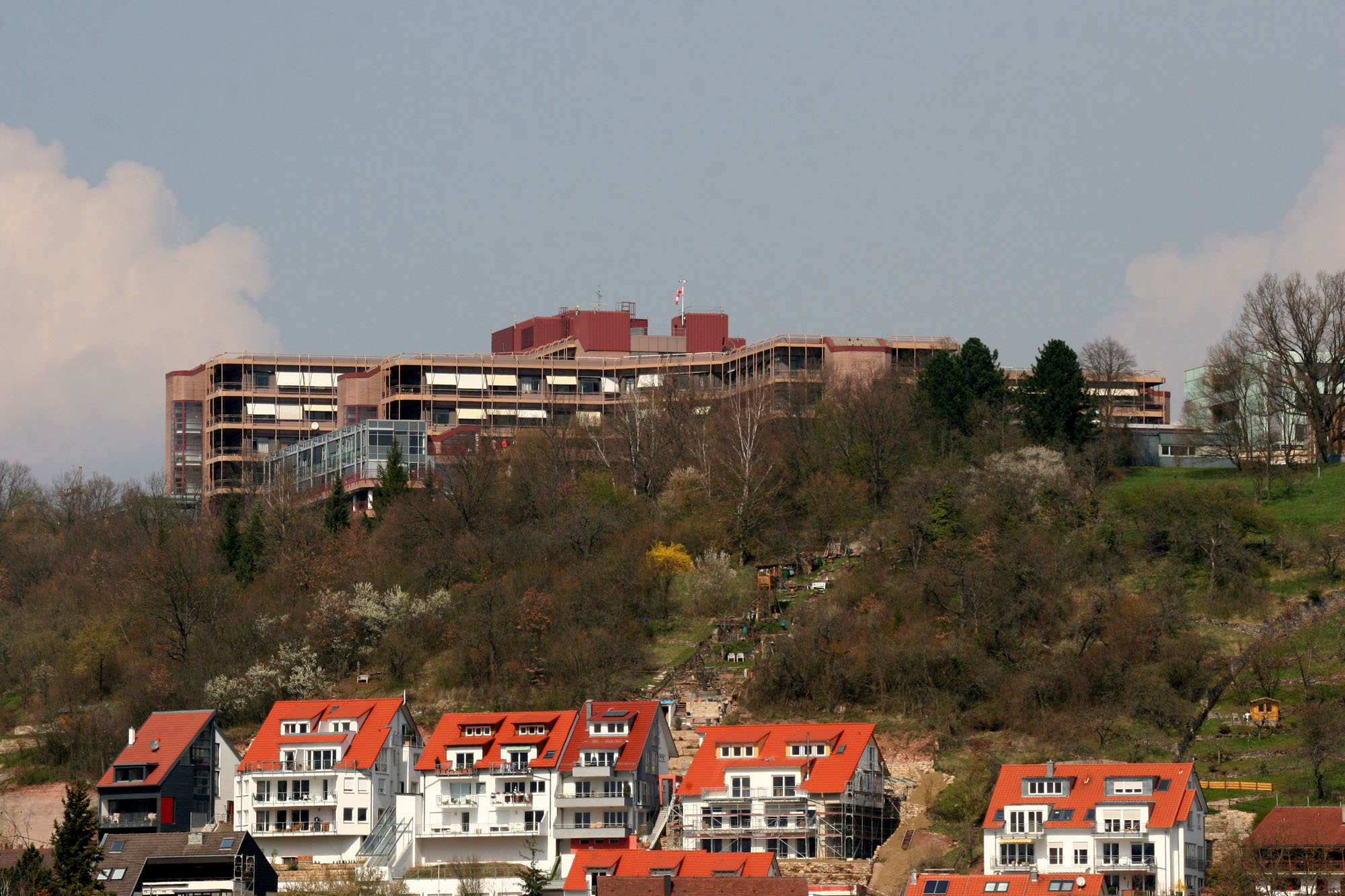
Crona Kliniken des Universitätsklinikums Tübingen auf dem Schnarrenberg

Johann Heinrich Ferdinand Autenrieth, Professor für Anatomie, Physiologie, Chirurgie und Geburtshilfe, eröffnete das von ihm geleitete Hospital 1805 in der 1479 errichteten „Alten Burse“ mit 15 Betten in 12 Zimmern. Damit trennten sich Chirurgie und Geburtshilfe von der Inneren Medizin. 1839 wurde die Poliklinik, in der die Kranken der Stadt Tübingen behandelt werden, selbständige Abteilung im Hospital. 1846 zogen die Innere Medizin und die Chirurgie in ihr neues Universitätskrankenhaus (Silcherstraße, heute alte Hals-Nasen-Ohrenklinik) um. Die Medizinische Klinik (heute Theologicum) wurde 1879 eröffnet, die alte Frauenklinik entstand 1890 und die Nervenklinik 1895/96. Im Jahr 1909 wurde das Gebäude der Augenklinik erbaut, im Jahr 1912 folgte die Hautklinik, 1927 die alte Kinderklinik und 1935 die alte Chirurgie (heute Frauenklinik).
Zwischen 1934 und 1945 erfolgten über 1200 Zwangssterilisationen auf Grund des Gesetzes zur Verhütung erbkranken Nachwuchses für die auch neue Techniken wie Bestrahlung „ausprobiert“ wurden. Im „Gräberfeld X“ auf dem Stadtfriedhof liegen die Toten der Kliniken, vor allem des anatomischen Instituts. Präparate von Körperteilen von Häftlingen des KZ-Außenlagers Hailfingen-Tailfingen wurden noch bis 1990 in der Lehre verwendet.
Einige der alten Gebäude im Tal konnten den Anforderungen der modernen Hochleistungsmedizin nicht mehr gerecht werden. 1961 zog die Medizinische Klinik auf den Schnarrenberg. 1988 bis 1989 wurde das Gebäude der „CRONA Kliniken“ (= Chirurgie, Radiologie, Orthopädie, Neurologie, Anästhesie) bezogen. Die Kinderklinik folgte, lediglich der Bereich der Neonatologie verblieb in der Frauenklinik, um die Versorgung von Mutter und Kind nicht räumlich trennen zu müssen. Die Frauenklinik und Neonatologie zogen 2002 gemeinsam in die nun denkmalgeschützte „Alte Chirurgie“ um. Seit 2002 befindet sich auch die HNO-Klinik auf dem Schnarrenberg. Die Augenklinik bezog 2016 einen Neubau auf dem Schnarrenberg.
Nach und nach wurden die alten Gebäude im Tal anderen Bestimmungen übergeben. So hat beispielsweise die Theologische Fakultät das einstige Gebäude der Medizinischen Klinik belegt, nachdem diese auf den Schnarrenberg umgezogen war. In der ehemaligen Kinderklinik ist jetzt das Geographische Institut der Universität untergebracht; die alte Frauenklinik wird seit 2011 von den Psychologen genutzt. 
Das Land Baden-Württemberg begann im November 2024 mit der 3.000 m² großen Erweiterung der Frauenklinik und investierte hierfür rund 40 Millionen Euro.
| Chronik   | |
| 1805      | Eröffnung des ersten Klinikums an der Universität Tübingen in der Burse. |
| 1846      | Die Innere Medizin und die Chirurgie beziehen ihr neues Universitätskrankenhaus in der Silcherstraße, heute bekannt als das ehemalige Hygieneinstitut und die alte Hals-Nasen-Ohrenklinik.                                                                |
| 1890      | Bau der (alten) Frauenklinik in der Schleichstraße. |
| 1895–1896 | Bau der Psychiatrischen Klinik in der Osianderstraße. |
| 1909      | Eröffnung der Augenklinik in der Schleichstraße. |
| 1912/23   | Bau der Hautklinik in der Liebermeisterstraße. |
| 1927      | Bau der (alten) Kinderklinik in der Rümelinstraße. Die Universität Tübingen feiert ihren 450. Geburtstag. Zu diesem Anlass wird die Kinderklinik eröffnet.                                                                                                |
| 1935      | Die Chirurgie bezieht ihren damals zukunftsweisenden Stahlskelettbau in der Calwerstraße – in diesem ist heute die Frauenklinik untergebracht. |
| 1961      | Eröffnung der Medizinischen Klinik auf dem Schnarrenberg. |
| 1967      | zieht die Zahnklinik aus der Alten Burse in die Liebermeisterstraße. |
| 1988–1989 | Inbetriebnahme der Crona Kliniken. Das Kunstwort Crona steht für Chirurgie, Radiologie, Orthopädie, Neurologie und Anästhesie. |
| 1998      | Neue Rechtsform: Das Klinikum wird selbständige Anstalt des öffentlichen Rechts mit Vorstand und Aufsichtsrat. Die neue Kinderklinik auf dem Schnarrenberg wird bezogen.                                                                                  |
| 2002      | Eröffnung der neuen HNO-Klinik auf dem Schnarrenberg. Die Universitäts-Frauenklinik, die Neonatologie und die Medizinische Genetik ziehen in die komplett renovierte, denkmalgeschützte „Alte Chirurgie“ in der Calwerstraße.                             |
| 2003      | Die Nuklearmedizin bezieht ihren Neubau auf dem Schnarrenberg. |
| 2005      | Das Klinikum feiert sein 200-jähriges Bestehen mit einem vielfältigen Veranstaltungsprogramm. Beim Abschlussfest im Alten Botanischen Garten am 13. Mai pflanzt das Klinikum gemeinsam mit der Universität und der Stadt zur Erinnerung einen Ginkgobaum. |
| 2007      | Der neue Bettenbau der Medizinischen Klinik ist fertiggestellt. |
| 2010      | Das bundesweit erste Behandlungs- und Forschungszentrum für seltene Erkrankungen entsteht am Universitätsklinikum Tübingen. |
| 2011      | Die Psychiatrische Klinik bezieht ihr neues Stationsgebäude in der Calwerstraße. |
| 2012      | Eröffnung des Gesundheitszentrums. Ambulante Rehabilitation ist jetzt am Klinikum möglich. |
| 2016      | Die Augenklinik und das Forschungsinstitut für Augenheilkunde beziehen einen Neubau auf dem Schnarrenberg |
| 2021      | Die Universitäts-Apotheke bezieht den Neubau auf dem Schnarrenberg |